# 江田康幸
江田 康幸（えだ やすゆき、1956年3月19日 - ）は、日本の政治家。公明党所属の元衆議院議員（7期）。

## 経歴
福岡県立福島高等学校、熊本大学工学部合成化学科卒業。熊本大学大学院工学研究科合成化学専攻修了。熊本大大学院修了後、財団法人化学及血清療法研究所に入所。在籍中、佐賀医科大学やアメリカ・サンディエゴのバイオベンチャー企業への出向や、ボストン大学医学部への留学を経験。
2000年、第42回衆議院議員総選挙に公明党公認で比例九州ブロックから出馬し、初当選。以後2021年の第49回衆議院議員総選挙に立候補せず退任するまで7期連続当選。
衆議院議員在職中、熊本大学で博士（工学）を取得している。

## 政策
- 選択的夫婦別姓制度導入について、「結婚したら夫婦同姓か夫婦別姓を自由に選べるようにすべき」としている[2]。

## 役職

### 公明党
- 中央幹事
- 政務調査会副会長
- 社会保障制度調査会副会長
- 組織委員長代理、組織局長
- 経済産業副部会長
- 環境部会長
- 九州方面本部長代行
- 熊本県本部顧問

## 過去の役職

### 衆議院
- 海賊行為への対処並びに国際テロリズムの防止及び我が国の協力支援活動等に関する特別委員会理事
- 環境委員会委員
- 経済産業委員会委員長・理事
- 原子力問題調査特別委員会理事
- 内閣委員会委員
- 環境委員会理事
- 災害対策特別委員会委員

### 公明党
- 国会対策委員会副委員長
- 組織委員会副委員長
- 遊説局長
- 労働局次長
- 災害対策局次長
- 九州方面副議長

## 政策・主張
- 永住外国人参政権：賛成[3]
- 憲法9条改正：反対[4]

## 主な所属議員連盟
- 北京オリンピックを支援する議員の会